# Első Emelet 1
Az Első Emelet 1 az Első Emelet együttes első nagylemeze, amely 1984-ben jelent meg a Hungaroton kiadó gondozásában. A legtöbb dal szövegét Geszti Péter írta. Az album eredetileg nagylemezen és műsoros kazettán jelent meg. 2004-ben adták ki CD-n. Az albumon lévő Amerika című dal különbözik az eredetileg kislemezen megjelent változattól.
A lemezborítón lévő fénykép a budapesti Gerbeaud Cukrászdában készült.

## Az album dalai

### A oldal
1. Önarckép – 3:07
2. Dadogós break – 2:44
3. Sivatag – 3:49
4. Nézelődünk – 3:52
5. Rémálom – 3:46
6. Vannak dolgok – 3:35

### B oldal
1. A dolgok közepében – 3:34
2. Óvatosan lépkedj – 4:04
3. Tilalomfák – 3:05
4. Középkori házibuli – 4:07
5. Benő – 3:20
6. Amerika – 3:44